# Comandante Fritz
Comandante Fritz ist ein deutsch-griechisch-spanische Filmkomödie von Pavel Giroud aus dem Jahr 2025.

## Inhalt
Eine Delegation der DDR reist 1972 nach Kuba, um die bilateralen Beziehungen zwischen den beiden sozialistischen Staaten zu vertiefen. Stasi-Offizier Fritz wird beauftragt, einen vermuteten Anschlagsversuch der CIA auf Fidel Castro zu verhindern. Im Rahmen seiner Ermittlungen überwacht er die Hotelköchin Lola, deren Gesangskarriere durch die politischen Umwälzungen der Revolution beendet wurde. Dabei steht sowohl die Durchführung seines Auftrags als auch Lolas Sicherheit im Mittelpunkt seiner Tätigkeit.

## Produktion
Die Dreharbeiten begannen im April 2024, wobei Gran Canaria als Kulisse der kubanischen Handlung diente. Der Film feierte am 30. Juni 2025 beim Filmfest München Premiere und wurde im Wettbewerb Cinecopro gezeigt.

## Rezeption
Oliver Armknecht: „Insgesamt ist diese Mischung aus Politkomödie und Liebesfilm [...] ganz sympathisch geworden, gefällt unter anderem mit stimmungsvollen Settings und einem Bekenntnis zum weniger Perfekten. Allerdings hätte der satirische Teil mehr Schärfe vertragen, Comandante Fritz zeigt zwar immer mal wieder Ansätze, etwas mehr machen zu wollen, bleibt aber letztendlich harmlos und etwas zu gefällig. In der Hinsicht hatte man sich mehr versprechen dürfen. Aber auch in der Form ist die Reise in die Vergangenheit ein nettes Werk, das allemal zur Zerstreuung taugt.“

## Auszeichnungen (Auswahl)
- 2025: Filmfest-München-Nominierung im Wettbewerb Cinecopro